# Beatrice Timgren
Beatrice Ida Helene Rugland Timgren, tidigare Timgren, född 12 maj 1989 i Järfälla, är en svensk politiker (sverigedemokrat). Hon var ordinarie riksdagsledamot invald i valet 2022, för Stockholms läns valkrets, men lämnade sin plats den 15 juli 2024 då hon istället blev Europaparlamentariker. Hon har civilingenjörsexamen i teknisk kemi från KTH.
I riksdagen var Timgren ledamot i miljö- och jordbruksutskottet sedan 2022 samt suppleant i EU-nämnden och Europarådets svenska delegation.
Den 6 februari 2024 meddelade Sverigedemokraterna att Beatrice Timgren var en av partiets kandidater till Europaparlamentsvalet, tillsammans med Charlie Weimers och Dick Erixon. Samtliga blev invalda.